# Хайнрих II (Анхалт)
Вижте пояснителната страница за други личности с името Хайнрих II.
Хайнрих II Дебелия (на немски: Heinrich II. Fürst von Anhalt-Aschersleben, „der Fette“, * 1215, † сл. 12 юни 1266) от род Аскани е първият княз на Анхалт-Ашерслебен от 1252 до 1266 г.
Той е първият син на княз Хайнрих I от Анхалт (1170–1252) и съпругата му
Ирмгард (1196–1244), дъщеря на ландграф Херман I (1155-1217) от Тюрингия.
Хайнрих II е от 1244 г. съ-регент на баща си. След смъртта на баща му той поделя княжеството с двамата си братя си през 1252 г. Хайнрих II става княз на Анхалт-Ашерслебен, Бернхард I (1260–1323) получава Анхалт-Бернбург, а Зигфрид I (1230–1298) получава Анхалт-Цербст.
През 1247 г. той се намесва от свои интереси в Тюрингската наследствена война, съюзява се с херцог Албрехт I от Брауншвайг-Люнебург. През 1263 г. той е пленен в битката при Безенщет и затворен до 1265 г. и трябва напълно да се откаже. През 1257 г. той избира Алфонсо X от Кастилия за немски крал. Той има конфликти с манастирите и архиепископите на Магдебург и епископите на Халберщат, също и с братята и братовчедите си. През 1266 г. той дава на Ашерслебен правата на град.

## Семейство
Той се жени през 1245 г. за Матилда фон Брауншвайг-Люнебург († 1295/1296), дъщеря на херцог Ото от фамилията на Велфите Тя е от 1266 г. регентка и от 1275 до 1295 г. абатиса на Гернроде (Кведлинбург).
Неговите деца са:
- Ото I († 1304), княз на Анхалт-Ашерслебен
- Хайнрих III († 10 ноември 1307), княз на Анхалт-Ашерслебен